# محفوظ قداش
محفوظ قداش (1 نوفمبر 1921 بالقصبة – 30 يوليو 2006 بجسر قسنطينة)، هو كاتب ومؤرخ جزائري، نشر عدة مؤلفات عن تاريخ الجزائر.

## السيرة

### النشأة
ولد محفوظ قداش في قصبة الجزائر العاصمة في 13 نوفمبر 1921. وفي سن السادسة، وجد نفسه يتيما، مما اضطره إلى كسب لقمة عيشه من خلال وظائف صغيرة. عضو في الحركة الكشفية الجزائرية ، تولى مسؤوليات مختلفة بما في ذلك قيادة المجموعة «القطب» في الجزائر العاصمة. كان طالباً متفوقاً، نجح في دراسته بالذهاب إلى الجامعة حيث حصل على دكتوراه الدولة في التاريخ.

### ثورة التحرير
وفي عام 1953، عندما كان مدرسا للتاريخ في ثانوية المدية، أصبح المفوض العام للكشافة الإسلامية الجزائرية، قبل أن يتولى منصب الرئيس من 1957 إلى 1962. وكان أيضا من مؤيدي حركة الانتصار للحريات الديمقراطية، وهو حزب سياسي قومي أنشأه مصالي الحاج. بعد تهديده بمقال في مجلة ريفارول الأسبوعية ، حاولت منظمة الجيش السري مرتين اغتياله بسبب مواقفه القومية. وخلال لقاء جمعه بالجنرال ديغول، ناشد مولود فرعون التوصل إلى حل سلمي للمشكلة الجزائرية.
أسس مجلة التاريخ المغاربي والحضارة، التي نجحت في إطار الجمعية التاريخية الجزائرية. ثم شغل في البداية منصب سكرتير التحرير في لجنة مؤلفة من رشيد بوروبة، وشارل إيمانويل دوفورك، وبول ألبرت فبراير، وبيير جريلون، ومولود معمري. في عام 1968.

### بعد الأستقلال
وبعد استقلال الجزائر، شغل في البداية منصب مدير ديوان وزير العدل لفترة قصيرة، ثم تفرغ للتدريس والبحث. شغل منصب أستاذ التاريخ بجامعة الجزائر، ولكن بعد تعريب الجامعة أصبح مفتشًا عامًا للتربية الوطنية وعُزل من قسم التاريخ. شارك بعد ذلك في أعمال المركز الوطني للدراسات التاريخية، لكنه انتقد في عام 1975 التوجهات التي قدمها هواري بومدين للمؤرخين. وفي عام 1976، أنشأ معهد علوم المكتبات والعلوم الوثائقية (بجامعة الجزائر) الذي أداره حتى عام 1988.
في عام 1980 ، نشر أطروحته الدولة :«تاريخ القومية الجزائرية، المسألة الوطنية والسياسة الجزائرية، 1919-1951» . وقد أكسبه هذا بعد ذلك الانتقادات الموجهة ضد المؤرخين الأكاديميين. وفضلت الصحافة المكتوبة ووسائل الإعلام الثقيلة في ذلك الوقت إعطاء صوت لشهود الحركة الوطنية وحرب التحرير. ولمحفوظ قداش مقولة : « إن النقاش حول التاريخ يتعلق في المقام الأول بالمؤرخين فقط، ولا يتعين على هؤلاء الأخيرين الامتثال للأوامر غير الأكاديمية ». وفي عام 1985 قام بحملة للدفاع عن السجناء السياسيين.
كما ساهم في عمل المركز الوطني للدراسات التاريخية، وشغل منصب نائب رئيس الجامعة المسؤول عن التخرج من عام 1988 إلى عام 1992.
متأثرًا بالمؤرخ الفرنسي ستيفان جزيل، كتب أربعة عشر عملاً. أكثر كتبه أهمية هو كتاب «الجزائر الجزائريين» (L'Algérie des Algériens) الذي صدر عام 2003 والذي يتتبع كامل تاريخ الجزائر من العصر الحجري القديم حتى عام 1954 ويجمع كل أعماله بعد أن نشر خمسة أعمال رئيسة تتناول عدة فترات من البلاد. : الجزائر في العصور القديمة، الجزائر في العصور الوسطى، الجزائر العثمانية، تاريخ حرب التحرير الوطني وتاريخ القومية الجزائرية. كما أشرف على عدد كبير من رسائل الماجستير والدكتوراه في التاريخ وعلوم المكتبات، وكتب العديد من المقالات في المجلات المتخصصة. ويشير في مقدمة «الجزائر الجزائريين» إلى أن الجزائر «قصة طويلة. غالبًا ما ركز المؤرخون على الشعوب التي غزت البلاد دون التركيز على السكان الأصليين. لقد ظهرت دراسات مثيرة للاهتمام حول فترات مختلفة من الماضي في شمال أفريقيا والمغرب العربي، والغزوات المتعددة التي عانت منها... ولكن كل هذا يتعلق بإقليم شمال أفريقيا الكبير بأكمله. تم تخصيص القليل منها للأراضي الجزائرية الحالية.». وأعلن أيضا في عام 1991 : «أعتقد أن ثقافتنا متجذرة في الأمازيغية، وأثرتها الحضارة العربية الإسلامية، ومنفتحة على الحداثة.».
كان مرشح جبهة القوى الاشتراكية بالجزائر العاصمة خلال الانتخابات التشريعية يوم 5 يونيو 1997 

## وفاة
توفي محفوظ قداش في 31 يوليو / تموز 2006 بالمستشفى العسكري بجسر قسنطينة بضواحي الجزائر العاصمة عن عمر يناهز 85 عاما  ودفن ببن عكنون ببلدية الجزائر العاصمة .

## مؤلفات
| الكتاب | الناشر                            | سنة الإصدار | عدد الصفحات | اللغة/ردمك               |
| --- | --------------------------------- | ----------- | ----------- | ------------------------ |
| «فالجزائر صمود ومقاومات 1830-1962»                                                                                     | الديوان الوطني للمطبوعات الجامعية | 2012        | 336         | غير معروف                |
| «الجزائر في العصور القديمة»                                                                                            | المؤسسة الوطنية للكتاب            | 1993        | 268         | غير معروف                |
| «مالمقاومة السياسية، 1900-1954: الطريق الإصلاحي والطريق الثوري»                                                        | دالمؤسسة الوطنية للكتاب           | 1987        | غير معروف   | العربية                  |
| «جزائر الجزائريين : تاريخ الجزائر 1830 ـ 1954»                                                                         | منشورات                           | 2008        | غير معروف   | العربية                  |
| «تاريخ الحركة الوطنية الجزائرية 1919 -1939 ج 1»                                                                        | دار الأمة                         | 2011        | غير معروف   | (ردمك 978-9961-67-262-4) |
| «تاريخ الحركة الوطنية الجزائرية 1939-1951 ج 2»                                                                         | دار الأمة                         | 2011        | غير معروف   | (ردمك 9789996619809)     |
| «حزب الشعب الجزائري 1937-1939: وثائق و شهادات لدراسة تاريخ الحركة الوطنية الجزائرية»                                   | ديوان المطبوعات الجامعية الجزائر  | 2009        | غير معروف   | (ردمك 978-9961-67-263-1) |
| «حزب الشعب الجزائري1937-1939: الاسلام ديننا-الجزائر بلادنا-العربية لغتنا وثائق وشاهدات لدراسة تاريخجة الوطنيرة الادنا» | ديوان المطبوعات الجامعية          | 1939        | غير معروف   | العربية                  |
| «نجم الشمال الإفريقي 1937-1926: وثائق و شهادات لدراسة تاريخ الحركو الوطنية الجزائرية»                                  | ديوان المطبوعات الجامعية الجزائر  | 2009        | غير معروف   | (ردمك 978-9961-0-0568-2) |
| «نجم شمال افريقيا 1926-1937: وثائق وشهادات لدراسة التيار الوطني الجزائري»                                              | ديوان المطبوعات الجامعية الجزائر  | 2013        | غير معروف   | (ردمك 978-9961-0-1639-8) |
| «وتحررت الجزائر» | ديوان المطبوعات الجامعية الجزائر  | 2011        | غير معروف   | العربية                  |